# François Joseph Noizet
Pour les articles homonymes, voir Noizet (homonymie).
François Joseph Noizet, né le 19 janvier 1792 à Paris et mort le 30 avril 1885 à Charleville (Ardennes), fut un général et un homme de lettres français, connu pour ses travaux sur le magnétisme animal.

## Biographie
Parallèlement à sa carrière militaire (sous-lieutenant à l’École d’application du génie en 1810, lieutenant-colonel en 1837, colonel en 1840, maréchal de camp le 28 décembre 1846 et général de division le 22 décembre 1851, Grand Officier de la Légion d'honneur 24 décembre 1856), il est connu des occultistes comme le disciple le plus immédiat de l’abbé Faria, lui-même élève de Franz-Anton Mesmer. Il fut également l'élève de André-Marie Ampère. Il avait pour ami intime un jeune magnétiseur, le docteur Alexandre Bertrand dont le Traité du somnambulisme (1823) est la première étude scientifique systématique des phénomènes de magnétisme animal. Entre les doctrines extrêmes et mutuellement exclusives de son maître et de son ami, Noizet traça une voie médiane qui lui est propre impliquant tant l’imagination que le fluide magnétique.
Retiré à Charleville, il y prononça le 7 août 1869 un discours de distribution des Prix auquel assista Arthur Rimbaud, lauréat alors dans sa quinzième année. Selon son condisciple Delahaye, la « maison du général » dont il est question dans le poème Enfance (Illuminations) était celle du général Noizet, alors âgé de près de 80 ans et en vacances dans le midi, maison sise sur la route de Flandre, près de Charleville.

## Œuvres
- Mémoire sur le somnambulisme et le magnétisme animal (adressé en 1820 à l’Académie Royale de Berlin, imprimé seulement en 1854)
- Mélanges de philosophie critique, Paris, H. Plon, 1873. 432 p.